# Varicellaria rhodocarpa
Varicellaria rhodocarpa är en lavart som först beskrevs av Gustav Wilhelm Körber, och fick sitt nu gällande namn av Theodor 'Thore' Magnus Fries. Varicellaria rhodocarpa ingår i släktet Varicellaria, och familjen Ochrolechiaceae. Arten är reproducerande i Sverige.